# Cleantioides rotundata
Cleantioides rotundata är en kräftdjursart som först beskrevs av Oleg Grigor'evich Kussakin 1982.  Cleantioides rotundata ingår i släktet Cleantioides och familjen Holognathidae. Inga underarter finns listade i Catalogue of Life.